# Kottmarhäuser
Kottmarhäuser ist ein Ortsteil der Gemeinde Kottmar im Süden des ostsächsischen Landkreises Görlitz.

## Geographie
Die Kottmarhäuser liegen am Osthang des Kottmars. 
Nachbarorte sind Obercunnersdorf im Norden, Eibau im Südwesten und Walddorf im Westen.

## Geschichte
Die 1732 entstandene Kottmarschenke und die Kottmarbleiche einschließlich einiger Wohnhäuser, die als Ortsteil Kottmarhäuser bezeichnet wurden, befinden sich auf der Eibauer und Walddorfer Ortsflur.
Demnach waren bis zum 1. Januar 1999, als die Eingemeindung der bis dahin selbständigen Landgemeinden Walddorf und Neueibau nach Eibau stattfand, die Kottmarhäuser in zwei unterschiedlichen Gemeinden.
Die Bewohner der Siedlung stammen aus Dörfern der Umgebung und andererseits als Glaubensexilanten aus Böhmen und Mähren.